# Pimelea calcicola
Espèce
Répartition géographique
Classification phylogénétique
Pimelea calcicola est une espèce de plante vivace appartenant à la famille des Thymelaeaceae endémique dans le sud-ouest de l'Australie-Occidentale.
C'est un buisson de 20 cm à 1 m de haut dont les fleurs blanches apparaissent de septembre à décembre.

## Répartition
L'espèce n'est présente uniquement aux alentours de Perth.

## Référence
1. ↑  (en) Russell Barrett et Eng Pin Tay, Perth Plants: A Field Guide to the Bushland and Coastal Flora of Kings Park and Bold Park, Csiro Publishing, avril 2016 (ISBN 978-1-4863-0603-9, lire en ligne)